# 艾瑞克·沃爾夫
艾瑞克·R·沃爾夫（英語：Eric R. Wolf，1923年2月1日—1999年3月6日）是一位人類學家，他因鄉民研究、拉丁美洲研究，以及他在人類學之中倡導馬克思理論的觀點而知名。
沃爾夫生於維也納的猶太家庭，他全家起初遷移到英國，然後到美國，以逃避納粹迫害，而且沃爾夫在紐約長大成人。二次大戰期間他前往義大利參戰。如同許多解甲歸田的軍人，他獲得退伍軍人權利法案(G. I. Bill)的資助，得到大學教育並發展對異文化的興趣。沃爾夫開始在美國哥倫比亞大學修習人類學。
哥倫比亞大學多年以來是鮑亞士與露絲·潘乃德任教之處，而且曾是美國人類學散播的中心。當沃爾夫入學時，鮑亞士已去世，而且鮑亞士對於歸納法的反對，並偏好對特定主題詳盡研究的人類學風格，已經不再流行。當時人類學系的新任系主任是史都華(Julian Steward)，他是羅維(Robert Lowie)與克魯伯(Alfred Kroeber)的學生。史都華感興趣的是建立一套科學性的人類學，以解釋各個社會如何演進，並適應於它們所處的自然環境。
沃爾夫是史都華身邊發展出來的學生小圈圈的其中一員。較年長學生的左派思想、馬克思論者的取向，都在史都華較不政治化的演化論中得到良好發展。許多在1980年代知名的人類學家，例如西尼敏茲(Sidney Mintz)、莫頓傅瑞德(Morton Fried)、艾曼瑟維斯(Elman Service)、史坦利戴蒙(Stanley Diamond)與羅伯墨非(Robert F. Murphy)都是這個群體的成員。
沃爾夫的博士論文研究，是史都華的「波多黎各人群」研究計畫的一部份。取得博士後不久，沃爾夫展開在美國密西根大學的教學。他在1971年獲得美國里曼學院(Lehman College)與紐約市立大學研究生中心的合聘傑出教授職位，並在那裡度過學術生涯的後半段。沃爾夫除了從事拉丁美洲研究，也在歐洲從事田野工作。
沃爾夫與人類學的關聯，在於他在1970與1980年代關注權力、政治與殖民主義的議題，當時這些議題正逐漸成為這個學科的關注點。他最廣為人知的《歐洲與沒有歷史的人》，由於展現了歐洲以外的人群如何被牽連到全球過程之中，例如毛皮交易與奴隸貿易等。因此，他們並不是「凍結在時間中」或是「孤立的」，而是經常受到世界歷史所深刻影響。
在他的生命告終之際，沃爾夫警告當時人類學的「知識森林濫伐」--專注於誇大的理論陳述，而不是忠於生命與田野工作的實際內容。沃爾夫晚年與癌症搏鬥，於1999年辭世。

## 重要著作
- Peasant Wars of the Twentieth Century
- Anthropology
- Peasants
- The Hidden Frontier: Ecology and Ethnicity in an Alpine Valley
- 《欧洲与没有历史的人》 Europe and the People Without History
- Envisioning Power
- Sons of the Shaking Earth
- Pathways of Power

## 註解
1. ↑  日期資料引自美國國會圖書館(Library of Congress Authorities data), via corresponding WorldCat Identities linked authority file (LAF)

## 網路連結
- 沃爾夫的作品與討論他的作品 (WorldCat catalog)
- 歐洲與沒有歷史的人(導論) （页面存档备份，存于） - 免費線上閱讀
- 來自Richard Wilk的網站，關於沃爾夫的短篇生平介紹 （页面存档备份，存于）